# Mamia II Gurieli
Mamia II Gurieli (en georgiano: მამია გურიელი; fl. 1460) fue príncipe de Guria, parte de la casa Gurieli, en la segunda mitad del siglo XV en la actual región de Guria, en Georgia.
Mamia era un hijo menor de Liparit I Dadiani, eristavi de Mingrelia y hermano del sucesor de Liparit, Shamadavle Dadiani. Se le menciona por primera vez en una carta del rey Jorge VIII de Georgia fechada en 1460. Mamia estaba en posesión de Guria, que había sido un feudo de los Gurieli desde alrededor de 1352. En la década de 1450, Georgia se vio envuelto en una serie de conflictos intestinos que finalmente llevaron a la división del reino de Georgia. La guerra civil disminuyó, pero solo brevemente, en 1460, cuando el enviado italiano Ludovico da Bologna intentó una intercesión entre las dinastas georgianas para permitir su participación en la cruzada propuesta por el papa Pío II contra la amenaza otomana. Entre los príncipes cristianos orientales dispuestos a tomar las armas, los documentos contemporáneos de Europa occidental mencionan a Mamia como marqués de Guria: "Mania, marchio Goriae".
Mamia pudo haber sido el gobernante georgiano que derrotó a los borgoñones en Batumi y encarceló a su líder, Geoffroy de Thoisy, en 1445. Thoisy solo fue liberado gracias a los buenos servicios del emperador trebero Juan IV de Trebisonda. Mamia II Gurieli, cuyo señorío se encontraba entre la tema trebero de Lazia y Mingrelia, tenía estrechos vínculos con los Comnenos. David de Trebisonda, sucesor de Juan IV, envió a su esposa, Helena, a la corte de Mamia en busca de seguridad justo antes de que el ejército otomano avanzara a Trebisonda en 1461. La crónica de Laónico Calcocondilas sugiere que Mamia pudo haber estado relacionado por matrimonio de alguna otra manera no registrada con los Comnenos de Trebisonda. Según el historiador Cyril Toumanoff, esto significa que Mamia estaba casado con una hija de David Gran Comneno.